# Saint-Antonin-de-Lacalm
Saint-Antonin-de-Lacalm is een plaats en voormalige gemeente in het Franse departement Tarn in de regio Occitanie en telt 242 inwoners (2004). De plaats maakt deel uit van het arrondissement Albi.

## Geschiedenis
Tijdens de Franse Revolutie werd de plaats hernoemd naar Pied-Montagne maar al in 1795 werd dit ongedaan gemaakt.
Saint-Antonin-de-Lacalm is op 1 januari 2019 gefuseerd met de gemeenten Ronel, Roumégoux, Saint-Lieux-Lafenasse, Terre-Clapier en Le Travet tot de gemeente Terre-de-Bancalié. 

## Geografie
De oppervlakte van Saint-Antonin-de-Lacalm bedraagt 27,0 km², de bevolkingsdichtheid is 9,0 inwoners per km².
De onderstaande kaart toont de ligging van Saint-Antonin-de-Lacalm met de belangrijkste infrastructuur en aangrenzende gemeenten.

## Demografie
Onderstaande figuur toont het verloop van het inwonertal (bron: INSEE-tellingen).